# Højstrup (Odense)
 For alternative betydninger, se Højstrup. (Se også artikler, som begynder med Højstrup)
Højstrup er en bydel i det vestlige Odense. Bydelen ligger mellem Bolbro mod syd og Tarup mod nord.
Højstrupskolen og det 1,99 km² store militære øvelsesområde Højstrup Øvelsesplads er beliggende i Højstrup.
Højstrup er karakteriseret ved mange almene boliger bygget i 1950'erne.
Postdistrikt: 5200 Odense V